# Bruno Endrejat
(Gustav) Bruno Endrejat (* 19. Mai 1908 in Friedrichswalde; † 21. April oder 23. April 1945 in Neuengamme) war ein deutscher Widerstandskämpfer gegen den Nationalsozialismus und Häftling im KZ Neuengamme.

## Leben
Endrejat stammte aus der Familie eines Gutsangestellten. Sein Vater war Kämmerer auf einem Landgut bei Königsberg. Nach dem Besuch der Volksschule erlernte er einen Beruf der Metallbearbeitung. Mit zwanzig Jahren ging er nach Hamburg. Hier fand er in den Ottensener Eisenwerken eine Arbeit. Später war er bei der Firma August H. Lehnhoff als Verantwortlicher für die Werkzeugausgabe angestellt. In diesen Großbetrieben knüpfte Endrejat Verbindungen zur Widerstandsgruppe Bästlein-Jacob-Abshagen. Zusammen mit dem Heizungsmonteur Heinrich Matz, dem Chemigraphen Kurt Schill, seiner Frau Hilde Schill und dem Schlosser William Dabelstein bildete er eine Fünfergruppe, die vor allem Aufklärungsschriften herstellte und verbreitete. Nach einer anderen Quelle gehörten Walter Stödter, Gerd Schmarander und Adolf Wolf zu dieser Gruppe. Daneben unterstützten sie Verfolgte finanziell und durch Sachspenden. Sie entwarfen Flugblätter, die sie mit einem eigenen Vervielfältigungsgerät herstellten. In einer ihrer Schriften protestierten sie gegen die drohende Hinrichtung des KPD-Führers Etkar André. Als im Herbst 1942 alliierte Flugzeuge das Gestapogefängnis Fuhlsbüttel zerstört hatten, bekamen zahlreiche Häftlinge einen Hafturlaub, bis die zerstörten Zellen wieder hergerichtet sein würden. Einige der Häftlinge blieben jedoch dem erneuten Haftantritt fern und tauchten unter. Zu ihnen gehörte auch der Schiffszimmerer Walter Bohne, den Endrejat aus der gemeinsamen Arbeit im Ottensener Werk kennengelernt hatte. Er versteckte ihn im Juli 1943 für einige Zeit in seiner Wohnung. Nachdem Bohne am 5. Januar am Bahnhof Klosterstern bei seiner Festnahme von der Gestapo erschossen worden war, wurden einen Tag darauf auch die Eheleute Endrejat verhaftet. Am 20. April 1945 wurde das Gestapogefängnis Fuhlsbüttel angesichts der bevorstehenden Übernahme Hamburgs durch alliierte Truppen geräumt. Die „schweren Fälle“ des politischen Widerstands wurden in das KZ Neuengamme eingeliefert, wo sie ohne Gerichtsurteil gehenkt oder erschossen wurden. Zu ihnen gehörte auch Bruno Endrejat.
Endrejat war verheiratet mit Grete Erna geborene Liedtke, die auch im Widerstand ihrem Ehemann zur Seite stand. Als Fuhlsbüttel geräumt wurde, kam sie in das Arbeitslager Kiel-Hassee, aus dem sie mit körperlichen Schäden befreit wurde. Sie starb am 5. August 1991 in Hamburg.

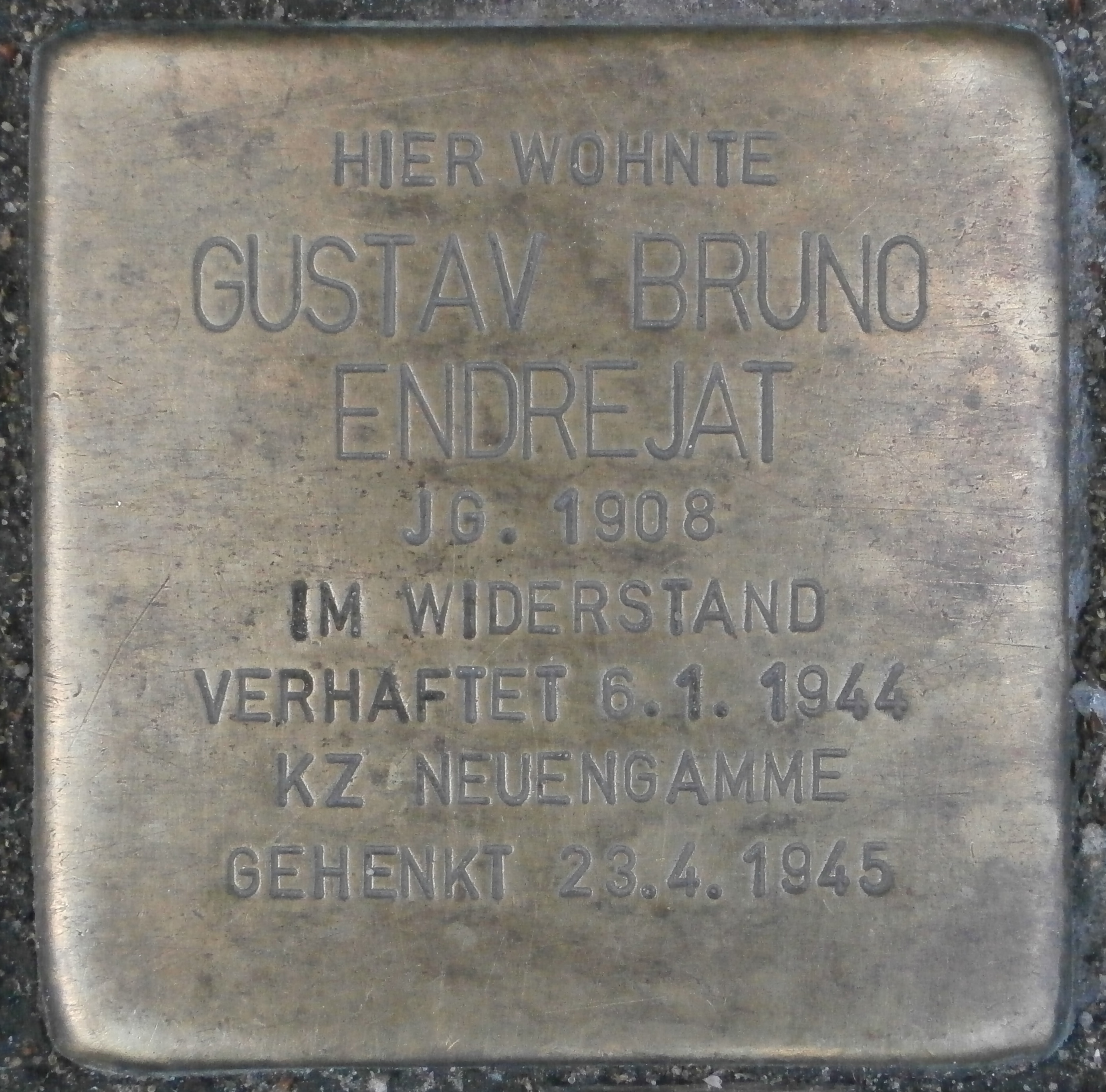
Stolpersteine

## Ehrung
- Vor seinem Wohnhaus im Valentinskamp 42–43 hat der Aktionskünstler Gunter Demnig zum Gedenken an Bruno Endrejat einen Stolperstein verlegt.[2]